# Associação Desportiva Atlético Gloriense
A Associação Desportiva Atlético Gloriense é um clube de futebol brasileiro da cidade de Nossa Senhora da Glória, no estado de Sergipe. O clube foi fundado no dia 14 de janeiro de 2008 e disputa Campeonato Sergipano da primeira divisão.

## História

### Primeira Fase (2008-2011)
Em sua primeira fase de atividades profissionais o time figurou sempre na serie B do campeonato sergipano, fazendo participações modestas, tendo como melhor resultado o quarto lugar conquistado no ano de 2008, nas temporadas 2009 e 2010 terminou na quinta colocação. enquanto que no ano de 2011 a equipe foi favorecida pela equipe do River Plate, mediante o empréstimo de seus principais jogadores, para a disputa do campeonato desse ano com isso a equipe passou a ser comandada pelo experiente técnico gaúcho Osmar Fernando Magalhaes, terminando o certame na sexta colocação não obtendo mais uma vez o acesso a elite do campeonato sergipano.
Entre os anos de 2012 ate metade de 2019 o time entra em um hiato de competições oficias, afastando-se brevemente do mundo do futebol.

### Segunda Fase (2019-...)
A equipe voltou a ativa no mês de julho de 2019. Presidido pelo empresário Mário do Ponto Banese, que segundo o novo presidente " O Atlético Gloriense entra numa nova era, estamos resgatando o nosso futebol e com isso o clube necessitava de uma nova identidade visual. O torcedor Gloriense merece a volta do clube e todas as novidades que iremos proporcionar". Uma das principais mudanças para o clube é uma nova identidade visual, após pesquisa de opinião com alguns torcedores sobre as possíveis mudanças, foram criados diversos modelos de escudos e mascotes. A diretoria em reunião escolheu aquele que mais representava o Gloriense. O Torim, como será chamado, criou vida nas mãos dos designers Tayrone Santos (tayronedsan) e Rubens Ferreira (Lumia Design), demonstrando a garra e a força do Gloriense.
Dentre as principais mudanças estão a inclusão da sigla do nome do clube (ADAG) e os contornos modernos, mantendo duas das cores da bandeira do município, o verde e o branco. 

### Retorno às Atividades (Temporada 2019)
Treinado pelo experiente Givanildo Sales (Ex-Técnico do também sergipano  Lagarto Futebol Clube)
O Atlético Gloriense, retoma suas atividades no dia 25 de agosto de 2019 pela primeira rodada do Campeonato Sergipano de Futebol de 2019 - Série A2 contra o Rosário da cidade de Rosário do Catete, fazendo um campeonato muito forte, mas não atingindo seu objetivo final que era o acesso, a equipe foi derrotada pelo placar de 3x2 pela equipe do maruinense nas semifinais, terminando a competição na terceira colocação, naquele ano só o campeão garantiria a vaga na elite sergipana.

### Acesso Série A1 (Temporada 2020)
Após vencer os últimos jogos o Atlético conseguiu o "acesso" a elite do futebol sergipano em 2020. Atlético Gloriense recebeu a equipe do Rosário Central, no estádio Editon Oliveira. Logo no início da partida aos três minutos, o atacante Muribeca marcou para os donos da casa. Esse foi o único gol do jogo. Com a vitória por 1×0, o Atlético Gloriense garantiu o acesso para a Série A1 de 2021, contudo na grande final o time foi derrotado pela equipe do maruinense pelo placar de 2x1, terminando a competição como vice, e obtendo o acesso a serie A1 do ano seguinte.

### Temporada 2021
Na sua primeira partida como estreante da serie A1, enfrentou a forte equipe do confiança no Batistao em aracaju e foi derrotado pelo placar de 2x1, contudo se recuperou durante as rodadas seguintes e terminou a competição em 7° colocado, garantindo seu objetivo que era a permanência na primeira divisão estadual.

### Temporada 2022
Em seu segundo ano na elite sergipana, teve como técnico o experiente jogador Carlos Alberto Dias, que infelizmente não conseguiu fazer o time engrenar e acabou demitido após a terceira rodada e terceira derrota na competição, em seu lugar assumiu Fernando Dourado, com ele o time deu um salto de qualidade e terminou o certame na sexta posição.

### Temporada 2023
O técnico Fernando Dourado, que teve passagem por vários clubes do Brasil, inclusive no Atlético Gloriense em 2021 e também no exterior, seu último clube foi o Sport Club Belém do Pará. O técnico já conquistou vários títulos em sua carreira, além de conquistar uma vaga para a Copa do Brasil, o time começou o campeonato empatando com o lagarto em 0x0, fazendo um campeonato discreto consegue avançar para a segunda fase da competição onde voltaria a enfrentar o lagarto, numa disputa de dois jogos acabou eliminado, ganhando o primeiro jogo em gloria pelo placar de 1x0 e perdendo a volta em lagarto por 2x0, ficando com a derrota de 2x1 no agregado e terminando a competição na sexta colocação.

### Temporada 2024
O técnico Elenilson Santos foi o responsável pela montagem do elenco do time que disputará o certame desse ano, estreou perdendo em casa contra a equipe do  Sergipe, pelo placar de 4x1.

## Desempenho em competições oficiais
Campeonato Sergipano (Série A1)
| Pos. | 7º | 6° | 6° | 10º |

Campeonato Sergipano (Série A2)
| Ano  | 2008 | 2009 | 2010 | 2011 | 2019 | 2020 |
| Pos. | 4º   | 5º   | 5º   | 6º   | 3º   | 2º   |
| ---- | ---- | ---- | ---- | ---- | ---- | ---- |

## Escudo
| Evolução do escudo da Associação Desportiva Atlético Gloriense | Evolução do escudo da Associação Desportiva Atlético Gloriense | Evolução do escudo da Associação Desportiva Atlético Gloriense | Evolução do escudo da Associação Desportiva Atlético Gloriense | Evolução do escudo da Associação Desportiva Atlético Gloriense | Evolução do escudo da Associação Desportiva Atlético Gloriense | Evolução do escudo da Associação Desportiva Atlético Gloriense | Evolução do escudo da Associação Desportiva Atlético Gloriense |
| 2008-2018                                                      | 2019-Presente                                                  |                                                                |                                                                |                                                                |                                                                |                                                                |                                                                |
| -------------------------------------------------------------- | -------------------------------------------------------------- | -------------------------------------------------------------- | -------------------------------------------------------------- | -------------------------------------------------------------- | -------------------------------------------------------------- | -------------------------------------------------------------- | -------------------------------------------------------------- |

## Hino
Quando surgem os bravos guerreiros
Firmes e fortes para a batalha
Sangue quente de amor escudelo
Coração a mil em busca da taça
Salve, salve o gigante de raça
Tens o touro fabuloso
Idolatrado em qualquer lugar
És do sertão sergipano
A seleção que o povo abraça
Salve, salve o gigante de raça
Atlético Gloriense
Abençoado, varonil
Atlético Gloriense

És o time mais amado do Brasil